# Moordiek
Moordiek è un comune tedesco del circondario di Steinburg, nella regione dello Schleswig-Holstein. Ha circa 120 abitanti.